# Jørgen Christian Riegels Linde
Jørgen Christian Riegels Linde (8. april 1898 i Aalborg – 15. maj 1982) var en dansk officer.
Han var søn af oberstløjtnant Søren C.A. Linde (død 1926) og hustru Annette født Riegels (død 1921), blev student fra Aalborg Katedralskole 1916, premierløjtnant 1920, fuldmægtig i Krigsministeriet 1932, kontorchef 1939, oberstløjtnant og chef for 21. bataljon 1945, stabschef ved Vestre Landsdelskommando 1946-53, oberst 1950, chef for Dronningens Livregiment 1953-55, generalinspektør for Forsyningstropperne 1957-63 og generalmajor 1961.
Han var medlem af bestyrelsen for Det Krigsvidenskabelige Selskab 1935-45 og formand for Fællesorganisationen af Officerer i Hæren 1957-62. Riegels var Kommandør af 1. grad af Dannebrogordenen og bar udenlandske ordener.
Han blev gift 12. maj 1926 med Kaja Schmidt (24. februar 1904 – ?), datter af fabrikant N.J. Schmidt (død 1939).